# Staw Koziorożca
Staw Koziorożca lub Staw Północny – staw w Warszawie, w dzielnicy Włochy, o powierzchni ponad 2 ha.

## Położenie i charakterystyka
Staw leży po lewej stronie Wisły, w Warszawie, w dzielnicy Włochy, w rejonie osiedla Nowe Włochy, w pobliżu ulic: Koziorożca, Rybnickiej, Globusowej, Zdobniczej, Obrońców Pokoju i Łuki Wielkie. Jest częścią Parku Staw Koziorożca o powierzchni 4,71 ha. Park ten graniczy z Parkiem Kombatantów. Staw ma urozmaiconą linię brzegową. Obecna jego wielkość wynika z jego połączenia z mniejszą glinianką – w miejscu byłej grobli znajduje się obecnie mostek nad stawem.
Zgodnie z ustaleniami w ramach Programu Ochrony Środowiska dla m. st. Warszawy na lata 2009–2012 z uwzględnieniem perspektywy do 2016 r. staw położony jest na wysoczyźnie i zasilany jest stale wodami podziemnymi. Staw jest bezodpływowy. Powierzchnia zbiornika wodnego wynosi 2,0643 hektara. Według innego źródła jest to 2,687 ha. Średnia głębokość wynosi 2,65 m (lub 2,63 m), a maksymalna 6 m. Długość linii brzegowej to 1099 m, a pojemność 70,8 tys. m³. Nachylenie skarp brzegów waha się w przedziale od 1:5 do 1:0,5. Według numerycznego modelu terenu udostępnionego przez Geoportal lustro wody znajduje się na wysokości 106,1 m n.p.m.
Staw leży na Równinie Warszawskiej, w strefie wododziału Bzury i bezpośredniej zlewni Wisły. Uchodzi do niego 5 kanałów deszczowych odprowadzających wodę z okolicznych osiedli, brak jest odpływu. Całkowita powierzchnia zlewni akwenu wraz z jego terenem wynosi 63,32 ha. Granice jej obszaru stanowią na północy i południu nasypy kolejowe, na wschodzie ulice Globusowa i Dźwigowa, a na zachodzie ulice Tumska i Rybnicka. Udział powierzchni nieprzepuszczalnych wynosi 43%. Otoczenie stanowi teren silnie zurbanizowany, zabudowa willowa, występuje także duża liczba drzew.

## Historia
Staw jest glinianką. Powstał w wyniku zalania wodą wyrobiska gliny, którego eksploatacja zakończyła się przed II wojną światową. Pierwsza cegielnia powstała we Włochach z inicjatywy Koelichenów w 1842 r., a wraz z jej utworzeniem rozpoczęto wydobywanie surowca. Potem powstawały kolejne cegielnie i wielokrotnie zmieniano ich lokalizację. Pozostałością po tym procesie są także Glinianki Cietrzewia.
Zbiornik wodny wcześniej nosił nazwę Kilcheniak od nazwiska ostatnich właścicieli majątku Włochy – Koelichenów.

## Przyroda
Zgodnie z badaniem z 2004 roku na terenie zbiornika wodnego i w jego okolicach stwierdzono występowanie następujących gatunków ptaków: czernica, łyska i kaczka krzyżówka. Stwierdzono także obecność mewy pospolitej i mewy śmieszki. Na terenie stawu występuje bogata roślinność wodna, co świadczy o wysokim poziomie czystości m.in. osoka aloesowata. Spotkać można także: pałkę szerokolistną, trzcinę zwyczajną i wierzbę białą. Powierzchnia zajęta przez roślinność stanowi ok. 7% akwenu, przy czym największe skupiska znajdują się wzdłuż wschodniego brzegu.